# مجالات هالين
مجالات هالين (بالإنجليزية: Hallin's spheres) يشير إلى نظرية التغطية الإعلامية التي وضعها أستاذ العلوم السياسية دانيال سي هالين في كتابه الحرب غير الخاضعة للرقابة (The Uncensored War). وتفترض النظرية ثلاثة مجالات للتغطية الإعلامية التي قد يقع فيها موضوع ما. ويغطي الصحفيون كل مجال بقواعد مختلفة من الموضوعية. ويتم تمثيل المجالات على الرسم البياني بوصفها دوائر متحدة المركز ويشار إليها بالمجالات. وتتمثل هذه المجالات من الداخل إلى الخارج في: مجال توافق الآراء، ومجال الجدل المشروع، ومجال الانحراف.

## الوصف

### مجال توافق الآراء
يحتوي هذا المجال على الموضوعات التي عليها توافق كبير، أو على الأقل تصور منه. وتتضمن الأمثلة أشياء مثل حرية التعبير، أو إلغاء العبودية، أو حقوق الإنسان. وفيما يتعلق بموضوعات هذا المجال «فلا يشعر الصحفيون أنهم مجبرون على تقديم وجهة نظر معارضة أو البقاء كمراقبين غير موجهين».

### مجال الجدل الشرعي
يتمتع الأشخاص العقلانيون والمستنيرون بآراء مختلفة للموضوعات التي يتضمنها هذا المجال. ولذلك، فإن هذه المواضيع هي الأكثر أهمية ويجب تغطيتها، وأيضًا تلك التي على أساسها يلتزم الصحفيون بالبقاء على الحياد بدلاً من الدفاع عن وجهة نظر معينة أو الوقوف ضدها.

### مجال الانحراف
يرفض الصحفيون الموضوعات في هذا المجال لأنها لا تستحق الدراسة العامة. ويُنظر إلى مثل هذه الآراء على أنها إما لا أساس لها، أو من المحرمات، أو أن نتائجها لا تذكر وأخبارها لا أهمية لها. على سبيل المثال، قد يجد الشخص الذي يدعي أن المخلوقات الفضائية تتلاعب بنتائج كرة السلة في الجامعات صعوبة في العثور على تغطية إعلامية لمثل هذا الادعاء.

## التفكيكية
في السنوات الأخيرة، أفسح الإنترنت المجال لإمكانية التعرض لمزيد من الآراء المتنوعة التي تم تعميمها على نطاق واسع عام 1986؛ وهو ما وسع مجال الجدل المشروع. كما أصبح هناك إدراك أكبر بأن مختلف الجماهير قد تنشر موضوعات في مختلف المجالات. وافترضت هذه النظرية أن جميع وسائل الإعلام تشترك في مستهلك إعلامي متجانس. وقد واجه هذا الافتراض مشهدًا إعلاميًا أكثر تصدعًا.

## وصلات خارجية
- Audience Atomization Overcome: Why the Internet Weakens the Authority of the Press, Rosen, Jay. PressThink.org, January 12, 2009
- The Sphere of Deviance Smith, Christopher. WNYMedia.net, 2009.
- Does NPR have a Liberal Bias?, On The Media from NPR. Retrieved 11 February 2013